# Acide glycyrrhizique
L’acide glycyrrhizique (acide glycyrrhizinique, glycyrrhizine, liquorice ou licorice) est un principe actif (saponine) de la réglisse. C'est un hétéroside principalement connu pour sa saveur sucrée d'où son utilisation comme édulcorant.

## Structure et propriétés

### Structure
L’acide glycyrrhizique est hétéroside, dont la partie aglycone (un terpène acide) est relié à un ose acide dimère de l'acide glucuronique. Le nom sémantique est : (3-beta, 20-beta)-20-carboxy-11-oxo-30-norolean-12-en-3-yl 2-O-beta-D-glucopyranuronosyl-alpha-D-glucopyranosiduronic. 

### Propriétés
L’acide glycyrrhizique n’est pas spécialement soluble dans l’eau, mais son sel d’ammonium l’est dans une eau dont le pH est supérieur à 4,5.
L’acide glycyrrhizique est plus sucré que le saccharose, en effet son pouvoir sucrant est de 30 à 50 fois supérieur à celui du saccharose à poids égal. Cependant son profil sucré est différent de celui du sucre, la sensation de sucré est plus tardive en bouche et est persistante avec un arrière goût caractéristique.

### Pharmacologie
La substance chimique est douée de propriétés anti-inflammatoires, qui peuvent être mises à profit notamment dans le traitement du prurit de l'érythème fessier ou solaire (Cf fiche BIAM). Diverses spécialités en-contiennent comme des protecteurs cutanés (Irrisedermyl des Laboratoires Cooper, des pâtes gingivales (Arthrodont des Laboratoires Pierre Fabre) ou diverses pastilles à sucer contre les maux de gorge (Humex, Hexalyse…).

## L'intoxication par la glycyrrhizine
La glycyrrhizine peut provoquer de l'hypertension artérielle. Elle agit sur l'inhibition d'une enzyme, la 11β-hydroxystéroïde deshydrogénase (type 2), normalement présente au niveau de certaines cellules rénales. Cet enzyme permet de métaboliser le cortisol en cortisone afin de laisser l'aldostérone se fixer à son récepteur nucléaire (le récepteur des minéralocorticoïdes) lui permettant de réguler la réabsorption de sodium ainsi que d'eau. En inactivant la 11β-hydroxystéroïde deshydrogénase (type 2), la glycyrrhizine permet l'activation permanente du récepteur de l'aldostérone par le cortisol (10 à 100 fois plus présent que l'aldostérone dans le plasma), et ainsi une réabsorption non régulée et excessive de sodium et donc d'eau, aboutissant à l'hypertension par augmentation de la volémie. L'excès de liquorice reproduit le tableau d'un adénome de Conn. L'intoxication est secondaire à la consommation abondante (supérieure à un gramme par jour de glycyrrhizine) de boissons à base de réglisse (pour la plupart des pastis sans alcool) ou de produits solides (bâtons de réglisse...).
En 1993, une valeur provisoire de LOAEL (Lowest Observable Adverse Effect Level (en) ; dose minimale pour observer un effet indésirable) de 100 mg/jour a été proposé par le Conseil nordique des ministres et propose une dose journalière admissible (DJA) de 1-10 mg/personne/jour.
EN 2003, le comité scientifique de l'alimentation humaine européen (SCOF) a donné l'avis de garder la valeur limite de consommation de l'acide glycyrrhizique, à 100 mg/jour précédemment établie en 1991 par le même comité, considérant que cette limite fournit une protection satisfaisante pour la majorité de la population.
De plus, une étude publiée dans le New England Journal of Medicine a noté que lorsque les chercheurs ont fait consommer à des sujets d'essai le principal composant de la réglisse, l'acide glycyrrhizique, on a constaté une diminution significative des niveaux de testostérone totale après seulement sept grammes de consommation quotidienne pendant une période de quatre jours.

## Utilisations dans différents pays
Aux États-Unis, cet acide est autorisé et utilisé comme agent du goût (et non comme adoucissant) dans certaines sucreries et dans des produits dérivés du tabac. L'acide a le statut GRAS (Generally Recognized as Safe (en)) depuis 1985, sans limite d'utilisation dans les aliments.
Au Japon, il est utilisé comme édulcorant (généralement avec d’autres produits naturels). Cependant, le gouvernement japonais a émis une recommandation limitant sa consommation à 200 mg par jour.

### En France
En 2003, un avis du comité scientifique de l'alimentation humaine européen a mis en évidence les risques liés à l'ingestion d'acide glycyrrhizinique et son sel d'ammonium pour les personnes souffrant d'hypertension. 
L'acide glycyrrhizinique et son sel d'ammonium (fabriqué à partir d'extraits aqueux de réglisse) sont utilisés dans la fabrication des gommes à mâcher à base de réglisse, du thé aux herbes et d'autres boissons.
Une directive du 29 avril 2004 a rendu obligatoire l'apposition sur l'emballage des denrées les contenant d'une mention visant à informer les consommateurs de la présence de réglisse, sauf dans les cas où cet ingrédient est déjà mentionné dans la liste des ingrédients.
Ils sont utilisés comme exhausteur de goût dans les aliments (via les arômes alimentaires et son numéro E est le 958. Ils font partie du registre des substances aromatisantes adopté par la Commission en 1999 (1999/217/EC).

## Divers
La glycyrrhizine ammoniaquée figure sur la liste d'additifs dans les cigarettes.